# Łęg (województwo dolnośląskie)
Łęg – wieś w Polsce położona w województwie dolnośląskim, w powiecie oławskim, w gminie Jelcz-Laskowice.

## Podział administracyjny
W latach 1975–1998 miejscowość administracyjnie należała do województwa wrocławskiego.